# Куинс (графство, Остров Принца Эдуарда)
Графство Куинс — графство в канадской провинции Остров Принца Эдуарда. Крупнейшее графство в провинции по численности населения (89 770 человек (2021) и площади земли. Шарлоттаун — административный центр графства, крупнейший город и столица Остров Принца Эдуарда.

## География
Графство располагается в центре острова Принца Эдуарда, а география варьируется от относительно плоских равнин до холмов в центральной части, известных как Холмы Боншоу. Береговая линия характеризуется песчаниковыми скалами и песчаными пляжами с многочисленными защищенными бухтами в заливе Святого Лаврентия и проливе Нортумберленд. Важнейшей географической особенностью округа Куинс является река Хилсборо и её обширное устье, которое почти делит графство и остров Принца Эдуарда пополам.

## История
Графство было образован в 1765 году и назван капитаном Сэмюэлем Холландом в честь Шарлотты Мекленбург-Стрелицкой, бывшей в то время королевой-консортом Соединённого Королевства. Квинс является единственным графством на Острове Принца Эдуарда, в котором наблюдался рост населения с 2011 года, с изменением на +5,3% с 77 866, зарегистрированных в переписи населения Канады 2011 года.